# Delta Persei
Delta Persei (δ Persei, δ Per) è una stella nella costellazione di Perseo. Ha una magnitudine apparente di 2,99, il che la rende facilmente visibile ad occhio nudo. Dista circa 513 anni luce dalla Terra.

## Osservazione
La sua posizione è fortemente boreale e ciò comporta che la stella sia osservabile prevalentemente dall'emisfero nord, dove si presenta circumpolare anche da gran parte delle regioni temperate; dall'emisfero sud la sua visibilità è invece limitata alle regioni temperate settentrionali e alla fascia tropicale.
La sua magnitudine pari a +3 le consente di essere scorta con facilità anche dalle aree urbane di moderate dimensioni.
Il periodo migliore per la sua osservazione nel cielo serale ricade nei mesi compresi fra settembre e marzo; nell'emisfero nord è visibile anche per buona parte dell'anno, grazie alla declinazione boreale della stella, mentre nell'emisfero sud può essere osservata in particolare durante i mesi dell'estate australe.

## Caratteristiche fisiche
La classe spettrale di Delta Persei è B5 III, il che indica che si tratta di una stella gigante uscita dalla sequenza principale dopo aver esaurito l'idrogeno nel suo nucleo. Ha circa sette volte la massa del Sole e un'età stimata di circa 50 milioni di anni. La sua temperatura superficiale, di 14890 K, la rende una stella di colore bianco-azzurro tipico delle stelle di classe B.
Si tratta probabilmente di una stella binaria, o forse anche tripla; ha una compagna ottica con una magnitudine apparente di 6,17 separata di 0,330 secondi d'arco e un angolo di posizione di 221°, mentre un'altra stella di magnitudine 10 si trova a 102 secondi d'arco di distanza, ma non è certo che questa componente sia legata gravitazionalmente al sistema. È anche una stella variabile del tipo Gamma Cassiopeiae e, come molte stelle di questa classe, una stella Be. La stella fa parte dell'Ammasso di Alfa Persei, del quale è il secondo membro più brillante dopo Mirfak.